# Ledjanaja Buhta Gleba Vereshchagina
Die Ledjanaja Buhta Gleba Vereshchagina (englische Transkription von russisch ледниковая бухта Глеба Верещагина Lednikowaja Buchta Gleba Wereschtschagina, deutsch ‚Gleb-Wereschtschagin-Gletscherbucht‘) ist eine Bucht an der Shackleton-Küste der antarktischen Ross Dependency. Sie liegt am südwestlichen Rand der Darley Hills in den Churchill Mountains.
Russische Wissenschaftler benannten sie nach dem Limnologen Gleb Jurjewitsch Wereschtschagin (1889–1944), der sich der Erforschung des Baikalsees widmete.